# Igreja Católica na Turquia
A Igreja Católica na Turquia é parte da Igreja Católica universal, em comunhão com a liderança espiritual do Papa, em Roma, e da Santa Sé. O número de católicos no país é muito limitado, por este ser um país de maioria muçulmana – 98% da população segue o Islã.

## História

### Idade Antiga
A Anatólia foi uma das primeiras áreas de difusão do cristianismo. São Paulo, um dos maiores apóstolos da Igreja, nasceu na Anatólia. Entre suas cartas, algumas são direcionadas a igrejas da Anatólia, como Éfeso e Colosso. São João Apóstolo no Livro do Apocalipse escreve às sete igrejas existentes naquele tempo: Éfeso, Pérgamo, Tiatira, Filadélfia, Sárdis, Laodiceia e Esmirna (esta última é a única ainda existente hoje). Nos tempos antigos, a região abrigou os primeiros concílios ecumênicos, decisivos para a história e doutrina da Igreja. Constantinopla foi a partir de 381 sede do Patriarcado Ecumênico de Constantinopla. De acordo com uma tradição antiga, Nossa Senhora teria vivido seus últimos anos de vida em uma casa nove quilômetros ao sul de Éfeso, ao lado do antigo Monte Solmisso. O local ainda pode ser visitado, e é chamado "Mãe Maria" (em turco:  Meryem Ana).

### Período bizantino
Quatro séculos após o surgimento do Islã, a Anatólia ainda era quase inteiramente cristã. A partir do século XI o número de cristãos começou a diminuir constantemente. No meio do século XV o cristianismo na Anatólia contava com apenas meio milhão de fiéis.

### Era otomana
No Império Otomano, os turcos, curdos, judeus e cristãos (ortodoxos, católicos, armênios e sírios) coexistiam. O "Povo do Livro" (cristãos e judeus) foi considerado dhimmi: eles foram poupados da obrigação de se converter ao islamismo, mas tinham um status legal mais baixo que o dos muçulmanos. Além disso, toda sua atividade missionária era proibida.
As minorias religiosas foram enquadradas por grupos (millet) em um sistema administrativo especial. Os millet poderiam administrar independentemente a lei civil (incluindo o direito de família). A lei otomana também reconhecia o líder religioso como chefe civil da comunidade. Ele obtinha assim a jurisdição do governador civil de seus correligionários e representava sua comunidade perante o Sultão e sua administração.
No século XIX, graças à influência da França, país com o qual os otomanos mantinham relações diplomáticas estáveis, obtiveram seu status reconhecido de quatro igrejas católicas millet: Igreja Católica Armênia, Igreja Católica Caldeia, Igreja Greco-Católica Melquita e Igreja Católica Siríaca.

### Atualmente
Os católicos de hoje seguem diferentes ritos: o bizantino, o latino, o armênio, e o caldeu. Há também outras minorias cristãs, entre as quais os ortodoxos, ligados ao Patriarcado de Constantinopla, são em particular historicamente importantes.
Pela lei turca é permitido mudar a religião, mas isso não corresponde aos fatos: aqueles que se convertem são submetidos a retaliações, tanto das instituições como da sociedade. As igrejas cristãs não são reconhecidas pelo Estado e sofrem muitas limitações: não podem ter seminários, escolas e erigir novos lugares de culto.
Durante o Ano Paulino (ocorrido entre 28 de junho 2008 a 29 de junho de 2009), marcado para celebrar os dois mil anos do nascimento de São Paulo, um nativo de Tarso, a igreja local foi reaberta ao culto, mas no final do ano foi fechada novamente e voltou a ser um museu (o que significa que deve-se portat um bilhete para entrar no edifício sagrado). Somente em maio de 2010 as autoridades turcas removeram a obrigação de se pagar a entrada na igreja.
A Igreja Turca recebeu as visitas pastorais do Papa Paulo VI em 1965, de João Paulo II em 1979, de Bento XVI em 2006 e do Papa Francisco em 2014.
A comunidade católica ficou chocada quando o padre Andrea Santoro, um missionário italiano que trabalhava na Turquia a 10 anos, foi baleado duas vezes em sua igreja, em Trebizonda, perto do Mar Negro, no dia 5 de fevereiro de 2006. Ele havia endereçado uma carta ao Papa Bento XVI, pedindo sua visita à Turquia. O Papa visitou o país em novembro de 2006. As relações entre a Turquia e a Santa Sé se complicaram depois que Bento XVI declarou sua oposição à adesão da Turquia à União Europeia. A Conferência Episcopal da Turquia reuniu-se com o primeiro-ministro turco em 2004 para discutir restrições e dificuldades, como questões de propriedade.Em 16 de dezembro de 2007, Adriano Franchini, padre italiano capuchinho que viveu por 27 anos na Turquia, foi esfaqueado em Esmirna. O agressor foi condenado a 4 anos e meio de prisão em 2018. Em 6 de junho de 2010, o vigário apostólico da Anatólia e então presidente da Conferência Episcopal, Dom Luigi Padovese, também foi morto por seu motorista.

## Organização territorial

### Igreja Católica de rito latino
- Arquidiocese de Esmirna
- Vicariato apostólico da Anatólia
- Vicariato apostólico de Istambul

### Igreja Católica Armênia
- Arquieparquia de Constantinopla

### Igreja Católica Caldeia
- Arquieparquia de Diarbekir (ou de Amida)

### Igreja Católica Bizantina Grega
- Exarcado apostólico de Constantinopla

### Igreja Católica Siríaca
- Exarcado patriarcal da Turquia

## Conferência Episcopal
A Conferência Episcopal da Turquia foi criada em 1959.

## Nunciatura Apostólica
A delegação apostólica de Constantinopla foi erigida na segunda metade do século XIX.
A internunciatura apostólica da Turquia foi criada em 25 de janeiro de 1960.
A nunciatura apostólica da Turquia foi estabelecida em 30 de agosto de 1966, com o breve Optimo sane, do papa Paulo VI. O núncio apostólico também é responsável pela Igreja Católica do Azerbaijão e do Turcomenistão.